# Cratere Nassau
Nassau è un cratere lunare di 75,8 km situato nella parte sud-occidentale della faccia nascosta della Luna.